# Мойца Кумердей
Мойца Кумердей (словен. Mojca Kumerdej, нар. 1964, Любляна, Словенія) — словенська письменниця, філософиня, літературна критикиня та журналістка.

## Біографія
Мойца Кумердей народилася у 1964 році в Любляні. Закінчила філософський факультет Люблянського університету, отримавши освіту за спеціальністю «філософія» та «соціологія культури». Працює культурною хроністкою в словенській газеті Delo, де пише статті на теми науки, сценічного та міжмедійного мистецтва. Також співпрацює як драматургиня з відомим театральним режисером Драганом Живадиновим.

## Літературна діяльність
Дебютувала у 2001 році романом Krst nad Triglavom (Хрещення над Триглавом), який є сатиричною переробкою класичного твору словенської літератури — епічної поеми Хрещення на Савиці Франце Прешерена. Цей роман іронічно переосмислює словенські культурні та національні міфи.
У 2003 році вийшла збірка оповідань Fragma, де через різноманітні персонажі авторка досліджує внутрішні конфлікти та соціальні аспекти сучасного суспільства. Ця збірка була перекладена угорською та чеською мовами.
Наступна збірка оповідань, Temna snov (Темна матерія), опублікована у 2011 році, продовжує досліджувати людську психологію та соціальні проблеми. Оповідання з цієї збірки були перекладені іспанською та сербською мовами, а також включені до різних антологій і літературних журналів.
У 2016 році Кумердей опублікувала роман Kronosova žetev (Жнива Хроноса), який отримав Премію Фонду Прешерена. Цей історичний роман занурює читача в атмосферу 16-го століття, досліджуючи релігійні конфлікти між католиками та лютеранами в Австро-Угорській імперії. Того ж року Інститут Аксіома опублікував її оповідання Ženska z volkom (Жінка з вовком), дія якого відбувається в палеоліті 35 000 років тому.
Її твори перекладені понад 13 мовами, включаючи іспанську, сербську, угорську та чеську. Окремі оповідання публікувалися в різних словенських та зарубіжних літературних журналах і антологіях.

## Нагороди та визнання
- Кришталевий Вілениця (2006) — за оповідання Pod gladino (Під поверхнею).
- Kočić's Pen Award (2016) — за сербський переклад Temna snov.
- Премія Фонду Прешерена (2017) — за роман Kronosova žetev.
- Премія Цанкара (2023).

## Участь у літературних програмах та резиденціях
У 2016 році німецький фонд Stiftung Brandenburger Tor надав їй двомісячну резиденцію в рамках програми Літературний тандем у Берліні. У 2008 році вона була обрана для місячної резиденції в Будинку літератури в Кремсі, а в 2014 році — для резиденції IHAG у Граці. Кумердей представляла свої роботи на словенських та міжнародних літературних фестивалях і книжкових ярмарках, зокрема на Фестивалі короткої прози та європейської літератури на книжковому ярмарку в Гвадалахарі у 2012 році, де вона розповідала про іспанський переклад Темної матерії (Materia oscura, Ediciones Arlequin; 2012). У 2015 році міжнародний фестиваль «Літератури світу — Фабула», що проходив у Любляні, опублікував її оповідання Pauli for kids and grownups у збірці The Power of Deception.